# Osmikon
Osmikon (Eigenschreibweise: osmikon) ist ein Forschungsportal zu Ost-, Ostmittel- und Südosteuropa. Es wurde seit 2016 unter Leitung der Bayerischen Staatsbibliothek entwickelt und ist seit 2018 Nachfolger der „Virtuellen Fachbibliothek Osteuropa (ViFaOst)“ sowie der Datenbank „Ostdok“.
Das Portal bietet online Zugang zu wissenschaftlichen Fachinformationen für die Osteuropaforschung und gilt als Nachfolger der Virtuellen Fachbibliothek Osteuropa. Es vereint wissenschaftliche Angebote zu Geschichte, Sprache, Literatur, Politik und Kultur der Länder und Regionen Ost-, Ostmittel- und Südosteuropas. Im Einzelnen werden die GUS-Länder in Osteuropa (Russland, Belarus, Ukraine, Republik Moldau), im Kaukasus (Georgien, Armenien, Aserbaidschan) und in Mittelasien (Kasachstan, Usbekistan, Turkmenistan, Kirgisistan, Tadschikistan), das Baltikum (Estland, Lettland, Litauen), Ostmitteleuropa (Polen, Tschechien, Slowakei, Ungarn) sowie Südosteuropa (Slowenien, Kroatien, Bosnien-Herzegowina, Serbien, Montenegro, Makedonien, Albanien, Bulgarien, Rumänien, das neuzeitliche Griechenland sowie die Republik Zypern) abgedeckt.
Kernbestandteil des Portals ist die Suche osmikonSEARCH, welche über 30 internationale Datenquellen wie Bibliothekskataloge, Datenbanken und Online-Repositorien durchsucht und eine umfassende Literaturrecherche ermöglicht. Daneben enthält osmikon Angebote zum elektronischen Publizieren wissenschaftlicher Texte, Informationen zum Forschungsdatenmanagement sowie eine Reihe spezialisierter Dienste wie die Möglichkeit, Bücher, Zeitschriften und elektronische Medien zur Erwerbung vorzuschlagen.
Osmikon wird von sechs Trägern betrieben – der Bayerischen Staatsbibliothek, dem Collegium Carolinum, dem Herder-Institut (Marburg), dem Leibniz-Institut für Ost- und Südosteuropaforschung (Regensburg), der Österreichischen Nationalbibliothek sowie dem Leibniz-Institut für Geschichte und Kultur des östlichen Europa (GWZO) – und ist im Rahmen des Fachinformationsdienstes Ost-, Ostmittel- und Südosteuropa entwickelt worden.
Osmikon wird gefördert von der Deutschen Forschungsgemeinschaft (DFG).